# Eric Widoff
Eric Widoff, folkbokförd Erik Lennart Widoff, född 14 november 1926 i Motala församling i Östergötlands län, död 17 juli 2017 i Malmö S:t Petri församling, var en svensk ingenjör.
Eric Widoff avlade studentexamen 1946 och gick på Kungliga Tekniska högskolan (KTH) där han tog civilingenjörsexamen 1951. Han var förste assistent hos KTH 1951–1953, laboratoriechef vid Svenska institutet för konserveringsforskning i Göteborg 1954 och kom till Mazetti AB i Malmö 1957. År 1959 blev han disponent och chef vid avdelningen för produktplanering hos AB Plåtmanufaktur (PLM). Han medverkade med artiklar inom fackpress.
Widoff var son till köpmannen Olof Widoff och Greta Lundquist. Han var från 1952 till sin död gift med Ingrid Wåhlin (född 1929), dotter till stadsläkaren Folke Wåhlin och Tyra Bengtsson. De fick tre barn: konstnären Anders Widoff (född 1953), Johan Widoff (född 1956) och fotografen Anna Widoff (född 1962). Eric Widoff är begravd på By kyrkogård i Värmland.